# Littorophiloscia tropicalis
Littorophiloscia tropicalis is een pissebed uit de familie Philosciidae. De wetenschappelijke naam van de soort is voor het eerst geldig gepubliceerd in 1986 door Taiti & Ferrara.